# Sant Ferran de ses Roques
Sant Ferran de ses Roques è un piccolo centro dell'isola di Formentera.
Situato al centro dell'isola fu punto di riferimento del movimento hippy che li si insediò a partire dagli anni sessanta e, resistendo ai cambiamenti, è rimasto meta di un turismo alternativo dove, durante la stagione turistica, si continua a bere, suonare e chiacchierare fino a notte fonda.
Nel piccolo centro c'è un vecchio laboratorio artigianale di chitarre e contrabbassi, ilFormentera Guitars, che ha fornito strumenti musicali ad artisti di fama internazionale tra cui i Pink Floyd
Nelle sue vicinanze, si trova la Cuevas d'en Gironi, una grotta scoperta casualmente nel 1975 durante gli scavi per la costruzione di un pozzo d'acqua. Sembra risalire a tre milioni di anni fa. Oltre alle classiche formazioni di stalattiti e stalagmiti si possono ammirare le radici delle piante di un giardino soprastante che penetrando nel terreno (in alcuni punti lo strato che separa la grotta dalla superficie è spesso solo un metro) sono entrate all'interno della grotta e ora penzolano dalla sua volta. La temperatura all'interno è costantemente attestato a circa 20°.